# ATP Challenger Jerusalem-2
Der ATP Challenger Jerusalem (offiziell: Jerusalem Challenger) war ein Tennisturnier, das von 1985 bis 2001 jährlich in Jerusalem, Israel, stattfand. Es gehörte zur ATP Challenger Tour und wurde im Freien auf Hartplatz gespielt. Gilad Bloom ist mit vier Titeln im Einzel und zwei Titeln im Doppel Rekordsieger des Turniers.

## Liste der Sieger

### Einzel
| Jahr | Sieger               | Finalgegner            | Ergebnis      |
| ---- | -------------------- | ---------------------- | ------------- |
| 2001 | Noam Okun            | Michaël Llodra         | 6:4, 6:1      |
| 2000 | Kevin Ullyett        | Gianluca Pozzi         | 6:4, 6:3      |
| 1999 | Lior Mor             | Neville Godwin         | 7:5, 5:7, 6:2 |
| 1998 | Neville Godwin       | Gabriel Trifu          | 6:4, 7:6      |
| 1997 | Wayne Black          | Maurice Ruah           | 6:2, 6:1      |
| 1996 | Grant Stafford       | Chris Haggard          | 6:4, 6:3      |
| 1995 | Thomas Johansson     | Patrick Baur           | 6:4, 7:6      |
| 1994 | Arne Thoms           | Filip Dewulf           | 4:6, 6:1, 6:4 |
| 1993 | Gilad Bloom (4)      | Maurice Ruah           | 7:6, 6:4      |
| 1992 | Gilad Bloom (3)      | Wladimer Gabritschidse | 6:3, 6:1      |
| 1991 | Christo van Rensburg | Clinton Marsh          | 2:6, 6:2, 6:3 |
| 1990 | Raviv Weidenfeld     | Shahar Perkiss         | 5:7, 6:4, 7:6 |
| 1989 | Gilad Bloom (2)      | Shahar Perkiss         | 7:6, 6:2      |
| 1988 | Gilad Bloom (1)      | Christian Geyer        | 6:1, 7:5      |
| 1987 | Shahar Perkiss       | Christian Saceanu      | 4:6, 7:6, 6:2 |
| 1986 | Amos Mansdorf        | Wally Masur            | 1:6, 7:6, 6:2 |
| 1985 | Shlomo Glickstein    | Brad Drewett           | 6:4, 6:3      |

### Doppel
| Jahr | Sieger                                     | Finalgegner                        | Ergebnis       |
| ---- | ------------------------------------------ | ---------------------------------- | -------------- |
| 2001 | Jonathan Erlich Michaël Llodra             | Noam Behr Noam Okun                | 7:5, 4:6, 7:62 |
| 2000 | Jeff Coetzee (2) Tuomas Ketola (2)         | Noam Behr Eyal Ran                 | 7:64, 7:63     |
| 1999 | Jeff Coetzee (1) Tuomas Ketola (1)         | Barry Cowan Neville Godwin         | 6:2, 6:4       |
| 1998 | Noam Behr Eyal Erlich                      | Neville Godwin David Nainkin       | kampflos       |
| 1997 | Mahesh Bhupathi Leander Paes (2)           | Wayne Black Kevin Ullyett          | 6:7, 6:2, 7:6  |
| 1996 | Neville Godwin Leander Paes (1)            | Noam Behr Eyal Ran                 | 7:6, 7:5       |
| 1995 | Dirk Dier Christian Saceanu (2)            | Lionel Barthez Patrick Baur        | 7:6, 7:6       |
| 1994 | Ellis Ferreira Kevin Ullyett               | Filip Dewulf Dick Norman           | 7:6, 6:3       |
| 1993 | Gilad Bloom (2) Christian Saceanu (1)      | Danilo Marcelino Fernando Meligeni | 4:6, 6:4, 7:6  |
| 1992 | Steve Guy Carl Limberger                   | Brian Joelson Richard Matuszewski  | 7:6, 6:2       |
| 1991 | John-Laffnie de Jager Christo van Rensburg | Nduka Odizor Bryan Shelton         | 6:2, 6:4       |
| 1990 | Henrik Holm Peter Nyborg                   | Cristian Brandi Cristiano Caratti  | 6:1, 2:6, 6:3  |
| 1989 | Alfonso Mora Mark Ozer                     | Nick Brown Nicholas Fulwood        | 6:3, 6:4       |
| 1988 | Shlomo Glickstein Shahar Perkiss (2)       | Menashe Tzur Ohad Weinberg         | 3:6, 6:3, 6:3  |
| 1987 | Gilad Bloom (1) Shahar Perkiss (1)         | Shlomo Glickstein Amos Mansdorf    | 7:5, 7:5       |
| 1986 | Brian Levine Gary Muller                   | Leo Palin Olli Rahnasto            | 6:3, 6:4       |
| 1985 | Amos Mansdorf Bruce Manson                 | Tore Meinecke Ricki Osterthun      | 6:7, 6:4, 7:6  |